# 太平洋基金会
太平洋基金會（英語：Pacifica Foundation）是美國一家非營利組織並擁有5家獨立運營、非商業性並由聽眾資助的廣播電台。它以進步主義與自由主義政治取向而聞名。 其全國總部位於加利福尼亞洛杉磯卡加漢大道西3729號，毗鄰其所擁有的KPFK電台。
太平洋基金會還負責運營太平洋廣播網，這是一個為全美180多家附屬電台提供包括新聞與公共事務在內等各色節目的節目內容服務機構。 太平洋廣播網是全美第一家公共廣播聯播網，同時也是全球最資深的由聽眾贊助的廣播網。 諸如《民主現在！》和《言論自由電台新聞（Free Speech Radio News）》仍然是其最受歡迎的節目。

## 外部連結
- 太平洋基金會官方網站 （页面存档备份，存于）（英文）
- 太平洋廣播網官方網站 （页面存档备份，存于）（英文）
- 太平洋廣播的X（前Twitter）
- 太平洋廣播的Facebook專頁
- 太平洋廣播網節目檔案館 （页面存档备份，存于）（英文）